# 大王酸浆鱿
大王酸浆鱿直译哈氏中爪鱿，属名 Mesonychoteuthis 音译梅思乌贼，另有俗称：南極“大王魷”、巨槍魷魚等等，是十腕總目管魷目下的一種，也是中爪鱿属下唯一已知的成員。
由於生物樣本太少，目前只能從其天敵抹香鯨胃裡所發現的屍體估計其最大尺寸，大約落在6-18公尺（18-59英尺）長，重量可能高達750公斤（1,650磅），但根據未成年個體來推算，成體体重應已超過大王魷，而使其成為最重的已知無脊椎動物，不过大王酸漿魷的体长仍不及大王魷，這使牠和大王烏賊一起並列為地球上最大型的軟體動物。

## 命名
屬名 Mesonychoteuthis 源自於古希臘語「mesos（middle，中等）－ onycho（claw，nail，爪，甲）－ teuthis（squid，烏賊）」的組合而成的詞，意思就是指有著中型勾爪的烏賊。1925年由蓋伊·科伯恩·羅布森正式命名，且以最早发现者 James Erik Hamilton （海洋生物学家）名字作为种加词。

## 型態
大王酸漿魷比大王鱿還要重，身長約6-14公尺以上。2003年在南極海捕到幼魚，2007年再次捕獲到未成熟個體，此個體外膜有2.5公尺長，體重重達450公斤，而成熟個體的觸腕有可能長達8公尺。大王酸漿魷的眼睛與嘴喙的大小均凌駕大王魷之上，觸腕上沒有吸盤而是大小約5公分的鉤爪，以此來捕捉獵物或自衛。
大王酸漿魷與大王鱿的主要差異，在觸腕的勾爪上。大王鱿的觸腕沒有勾爪，而是周邊附有硬質鋸齒的吸盤。大王酸漿魷的胴體具有巨大的游泳鰭，但在軀體與觸腕的長度比例上則不如大王鱿。同樣長度的大王酸漿魷與大王鱿相比，大王鱿的觸手長度會超過大王酸漿魷。兩者的共同點在體色都是紅褐色。

## 觀察記錄
該物種最早是在1925年在抹香鯨胃裡發現的奇怪觸手為起點，當時證明是兩條帶鉤子的魷魚觸手，但部分人認為這可能是巨烏賊的觸手。
1970年代，在南極的捕魚船在捕獲到的魚類身上找到奇怪的鉤爪痕跡，不過科學家無法判斷這是哪一種動物的“鋸齒”。
1981年，位於南極海岸的俄羅斯拖網漁船捕獲一條總長4米（13英尺）的魷魚標本，後根據調查判定屬於M. hamiltoni屬的未成年雌性魷魚，這也是第一條較為完整的大王酸漿魷標本。
2003年，南極海域附近再次找到未成年的巨型魷魚樣本，總長度為6-8米（23英尺），身體長度為2.5米（8.2英尺）。經過研究認為該魷魚體重可達500公斤（1,100磅），但也可能高達750公斤（1,650磅）。
紐西蘭官員2007年2月22日宣布，一艘紐西蘭籍漁船在南極捕獲了一隻大王酸漿魷，為人類第一次捕捉到完整活體樣本，這隻巨魷全長4.2米（包括觸手），重達495公斤，是一隻雌巨魷，2008年4月30日，一群科學家解凍這隻已經冰凍一年多的巨魷並在不破壞形體的情形下以內視鏡進行研究，這隻巨魷隨後被製成標本保存在惠靈頓的一個博物館裡。
2025年3月9日，施密特海洋研究所（Schmidt Ocean Institute）在南大西洋南喬治亞與南桑威奇群島附近海域，利用遙控潛水器在約600公尺深的海底首次拍攝到一隻約30公分長的南極中爪魷幼體。這是人類首次在自然環境中觀察到該物種的活體影像。此次拍攝到的幼體呈現半透明狀態，具有該物種特有的鉤狀觸腕，並隨著成長會逐漸轉為深紅或紫色。

## 习性

### 捕食
由於該物種為20世紀才發現，所以人类尚不了解其習性。部分人認為大王酸漿魷和其他魷魚一樣，會用兩條長觸手捕捉獵物再送入觸手中心的嘴部，並用鳥喙狀的鋸齒將其嚼碎再吃掉。其食物包括深海巨型魚類、頭足類以及鯊魚等。其中包括智利鱸魚以及深海鱈魚等。其觸手上的鉤子可以進行360度旋轉，能在獵物身上留下又深又圓的傷口。
Remeslo，Yakushev和Laptikhovsky最近的一項研究表明，鱗頭犬牙南極魚是其飲食中的重要組成部分。在2011年至2014年期間，拖網漁船上帶入的8,000條鱗頭犬牙南極魚中，71條有明顯受大王酸漿魷攻擊的跡象。在南極洲的普茲茲灣地區進行的一項研究發現，在一隻雌性魷魚的胃中有魷魚的屍體殘留，這表明該物種內有食用同類的可能。

### 代謝
大王酸漿魷被認為擁有非常慢的代謝率，一隻500公斤（1,100磅）重的成魷每天只需要約30g（1.1盎司）的獵物。其能量需求的估計意味著它是移動緩慢的伏擊捕食者，主要依靠巨大的眼睛來偵測獵物，而非主動積極獵捕。

### 天敵
大王酸漿魷幾乎沒有天敵，其對人類而言只有研究價值，而不具食用價值。幼體大王酸漿魷的天敵是以小型生物為食的深海魚類，如鮟鱇魚、喙鯨（如南部寬吻鯨）、抹香鯨、海豹、小鱗犬牙南極魚和信天翁等；但成年個體的天敵僅有南极睡鲨和抹香鯨，且根據研究判斷，僅有抹香鯨能準確獵殺成年的大王酸漿魷。从抹香鲸身上的条状疤痕来估算，最大的大王酸浆鱿体长約2.5米。
許多抹香鯨的背上都有疤痕，據信是由大王酸漿魷的鉤子所造成。大王酸漿魷是南極抹香鯨的主要獵物，在牠們胃裡發現的魷魚喙中，有14％是屬於大王酸漿魷，這表明大王酸漿魷佔這些鯨魚消耗的生物量的77％。

### 視覺
與箭魚和其他大型遠洋魚類不同，大王酸漿魷（以及大王烏賊）的眼睛直徑幾乎是深海同類的2-3倍。進一步的研究表明，大王酸漿魷能夠看到大型捕食者移動時破壞浮游生物的生物發光。大王酸漿魷的眼睛在黑暗中會散發光芒。

### 未解之谜
由于活体捕获量太少，大王酸浆鱿的生活习性至今仍然难以确认。此外已捕获到的大多都是未成年的雌性个体，而雄性个体至今仍未被发现，以至于科学家很难去推算牠們的生活习性以及雌雄大小。部分人相信南极洲海域内高浓度的氧气，以及丰富的渔业资源可能让鱿鱼的体型变得巨大。尽管从抹香鲸或者南极睡鲨的胃里能找到鱿鱼的喙，最大的可達到49毫米，体长估计達到了8米（24）。另外让科学家费解的还是其掠食者，除了抹香鲸外，虽然从抹香鲸和南极睡鲨体内都可以发现大量的鱿鱼嘴，但是其长度大多集中在13米以内，因此有科学家判断成年种可能要比以往推算的大的多，但存在争议。另外南极睡鲨虽然捕食大鱿鱼，但很少发现其外皮有鱿鱼留下的爪痕以及伤疤，因此推算该种只能捕捉其亚成体或者死体，而不会捕猎健康的成体。

## 分布
大王酸漿烏賊分布在南美洲、南非及紐西蘭海域一帶。大多在南極海域周圍，2,000公尺的深海棲息。

## 备注
1. ↑  中爪鱿属于小头鱿科 Cranchiidae，而非枪鱿科 Loliginidae。
2. ↑  大王魷[12]是正式中文名，南極“大王魷”此称呼只是在南极附近发现与大王鱿匹敌的大型鱿。
3. ↑  中爪鱿并非非枪鱿。

## 外部連結
- 位於紐西蘭的大王酸漿魷展覽網頁